# Torbeši
Torbeši (Торбеши), naziv etničke skupine čije porijeklo dolazi od makedonskih Mijaka koji su nakon prodora Turaka poprimili islam od susjednih islamskih skupina. Kraj koji nastanjuju nalazi se na zapadu Sjeverne Makedonije naročito oko Velesa, Male Reke i Skoplja i poznat je kao Torbešija. 
Žive po malenim planinskim selima zbijenog tipa, u kojima su stoljećima ostali kulturno odvojeni od ostalih pravoslavnih Makedonaca. Ta sela su Žrnonica, Boletin, Viduša, Prisojnica, Hadžiovce, Skudrinje i Donje Kosovrasti. Prevladavaju dvospratne kuće turskog tipa i uređenja. Poznati su po drvorezbarstvu, ali mnogi su otišli u pečalbu.
Ime im dolazi po turskoj riječi torba (narod s torbama), a podrugljivo se govori da su svoju pravoslavnu vjeru prodali za torbu 'varenike' ili brašna. Među poznatijim Torbešima su makedonski pjesnik Same Limani – Žarnoski, srbijansko-makedonski pjevači Ipče i Jašar Ahmedovski.

## Vanjske poveznice
- Minorities in Southeast Europe – Muslims of Macedonia. In: Center for Documentation and Information on Minorities in Europe - Southeast Europe (CEDIME-SE). (PDF, 165 kB)